# Apeadero Gauna
Apeadero Gauna es una estación ferroviaria ubicada en el Departamento Mburucuyá de la Provincia de Corrientes, República Argentina. 

## Servicios
Se encuentra precedida por el Apeadero Manantiales y le sigue la Estación Mburucuyá.